# محطة مين يانكي للطاقة النووية
محطة مين يانكي للطاقة النووية هي محطة للطاقة النووية تم بنائها في موقع تبلغ مساحته 820 فدان في شبه جزيرة بيلي في مقاطعة ويسكاسيت بولاية مين بالولايات المتحدة.

## نبذة
تم تشغيل المحطة من عام 1972 حتى عام 1996، عندما أصبحت المشكلات والصيانة في المحطة مكلفة جدا بحيث لا يمكن إصلاحها. تم إيقاف تشغيل المحطة وتفكيكها بين عامي 1997 و 2005.

## النفايات النووية
لا تزال بعض النفايات النووية للمحطة مخزنة في الموقع، بانتظار التخلص النهائي منها.